# Нескучное (Воронежская область)
Нескучное — посёлок в Верхнехавском районе Воронежской области.
Входит в состав Спасского сельского поселения.

## География

### Улицы
- ул. Советская.

## Население
| 2000 | 2005 | 2010 |
| ---- | ---- | ---- |
| 8    | ↘3   | ↘1   |